# Grotte de Choranche
La grotte de Choranche, appelée aussi grotte de Coufin-Chevaline, est située dans le département de l'Isère, près de Choranche dans le parc naturel régional du Vercors et dans le massif du Vercors. Située en bordure du massif, son accès routier se fait soit par l'autoroute A49 Grenoble - Valence, soit par une route entrant dans le massif, près de Grenoble.
L'entrée de la grotte se trouve au pied des falaises de Presles, formant un cirque naturel bordant le plateau des Coulmes dans les gorges de la Bourne.
En novembre 2014, la grotte de Choranche a obtenu la marque « Qualité tourisme ».

## Historique

### Grotte Coufin
Oscar Decombaz, le 7 septembre 1897, explore jusqu'à la voûte mouillante. En 1949, le désamorçage de cette dernière permet à Roger Pénelon et Louis Sage d'accéder au Gruyère. En 1954, le groupe des Cyclopes remonte la cascade du mat (+ 116 mètres) et s'arrête au pied de la grande cascade.

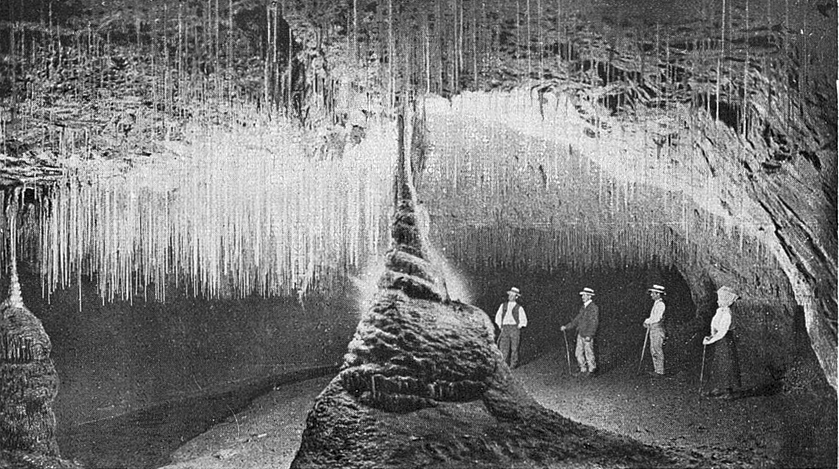
Grottes de Coufin en 1924 environ.

### Grotte Chevaline
En 1943, Roger Pénelon, André Bourgin, Louis Sage et Gaché arrivent jusqu'à la Cathédrale. Les Spéléos Grenoblois du CAF reprennent les explorations en 1960 ; ils remontent la rivière jusqu'à la Douche. En 1966 le club spéléo de La Tronche et le Spéléo Club de la Seine réalisent la jonction entre les deux cavités. Le Groupe Spéléo de Valence continue les explorations depuis 1968. Le réseau connu développe 29 489 mètres pour un dénivelé positif de 411 m le 1er janvier 1997. En 2009 le développement connu est de 32 301 mètres.

## Description

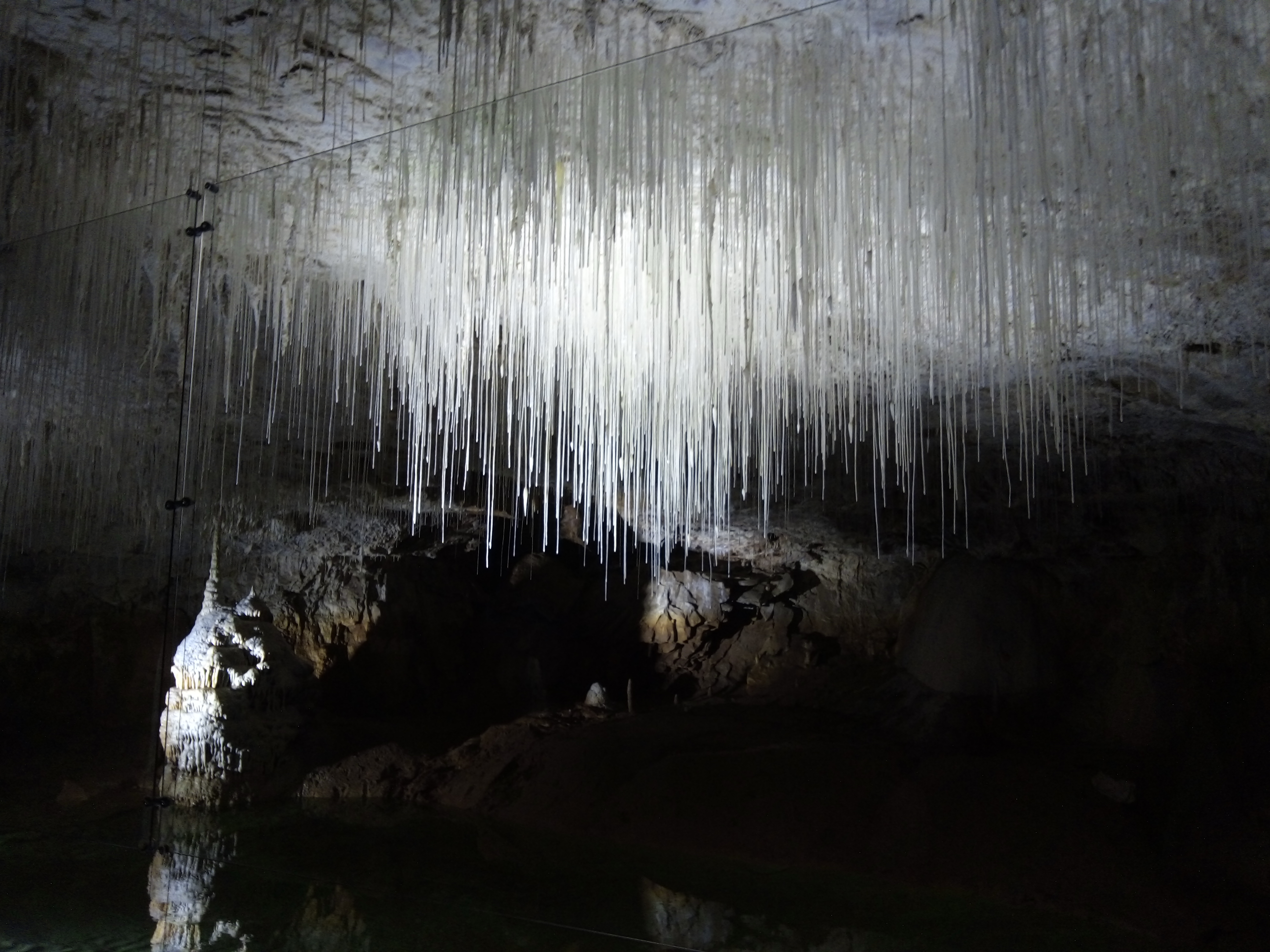
Grotte de Choranche

Comme toutes les cavités karstiques, la grotte de Choranche a été creusée par l'eau (érosions hydrauliques et hydrochimiques). Les réseaux actifs sont surmontés par de larges galeries fossiles. Elle comporte des spéléothèmes en calcite de formes variées, particulièrement des fistuleuses dont certaines atteignent une longueur de 3 mètres. Outre ces concrétions, la grotte est traversée par la Serpentine, rivière souterraine formant des gours et un lac souterrain dont l'exsurgence s'épanche en cascade dans le « cirque de Choranche ». L'origine de la rivière souterraine est à chercher au niveau du massif des Coulmes.

## Conservation d'espèce
La grotte de Choranche constitue l'un des deux sites en France où réside (en captivité) le protée anguillard, espèce de caudata (salamandre) aveugle adaptée aux grottes karstiques. Originaire des grottes des Alpes dinariques des Balkans occidentaux, cette espèce a été amenée à Choranche ainsi qu'à la grotte de Clamouse dans le cadre d'un projet de recherche et de protection de l'espèce.[réf. nécessaire]

## Karstologie
Les deux cavités se développent dans les calcaires à faciès urgonien et les réseaux actifs au contact de l'urgonien et des marnes de l'hauterivien.

## Classement
En 1999 un dossier de 18 sites et 24 grottes à concrétions du Sud de la France est proposé pour une inscription sur la liste indicative du patrimoine mondial naturel, antichambre de la liste du patrimoine mondial,. En octobre 2001 un avis défavorable est émis par l'union internationale pour la conservation de la nature (UICN). Fin 2005, l'État français pense représenter une demande d'inscription, incluant le site de Choranche. En 2007 le projet est retiré.

### Note
1. ↑  En spéléologie, les mesures négatives ou positives des niveaux de hauteur se définissent par rapport à un point de référence qui est l'entrée du réseau, connue, la plus élevée en altitude.

### Vidéos
- [vidéo] Vincent Franzi  [vidéo] « Rivière de Coufin » : « 3 min 38s », 2013 (consulté le 6 novembre 2016), hébergé sur YouTube.
- [vidéo] David Guittonneau  [vidéo] « Traversée de Coufin Chevaline-Vercors » : « 9 min 17s », 2014 (consulté le 2 novembre 2016), hébergé sur YouTube.